# هاينز أورسفالد
هاينز أويرسوالد (بالألمانية: Heinz Auerswald)‏ (26 يوليو 1908 - 5 ديسمبر 1970) محاميًا ألمانيًا وعضوًا في شوتزشتافل في ألمانيا النازية، التي انضم إليها عام 1933. وفي عام 1937 أصبح عضوًا في الحزب النازي. 

## السنوات الأولى
ولد هاينز أورسوالد في 26 يوليو 1908 في برلين أمضى شبابه مع والدته وأقاربه في الريف. التحق بالمدرسة الابتدائية والثانوية في برلين قبل تخرجه عام 1927. ثم عمل لمدة 3 سنوات في Knorr-Bremse في برلين قبل أن يبدأ كلية الحقوق، وتخرج بدرجة الدكتوراه.

## مهنة في الحزب النازي

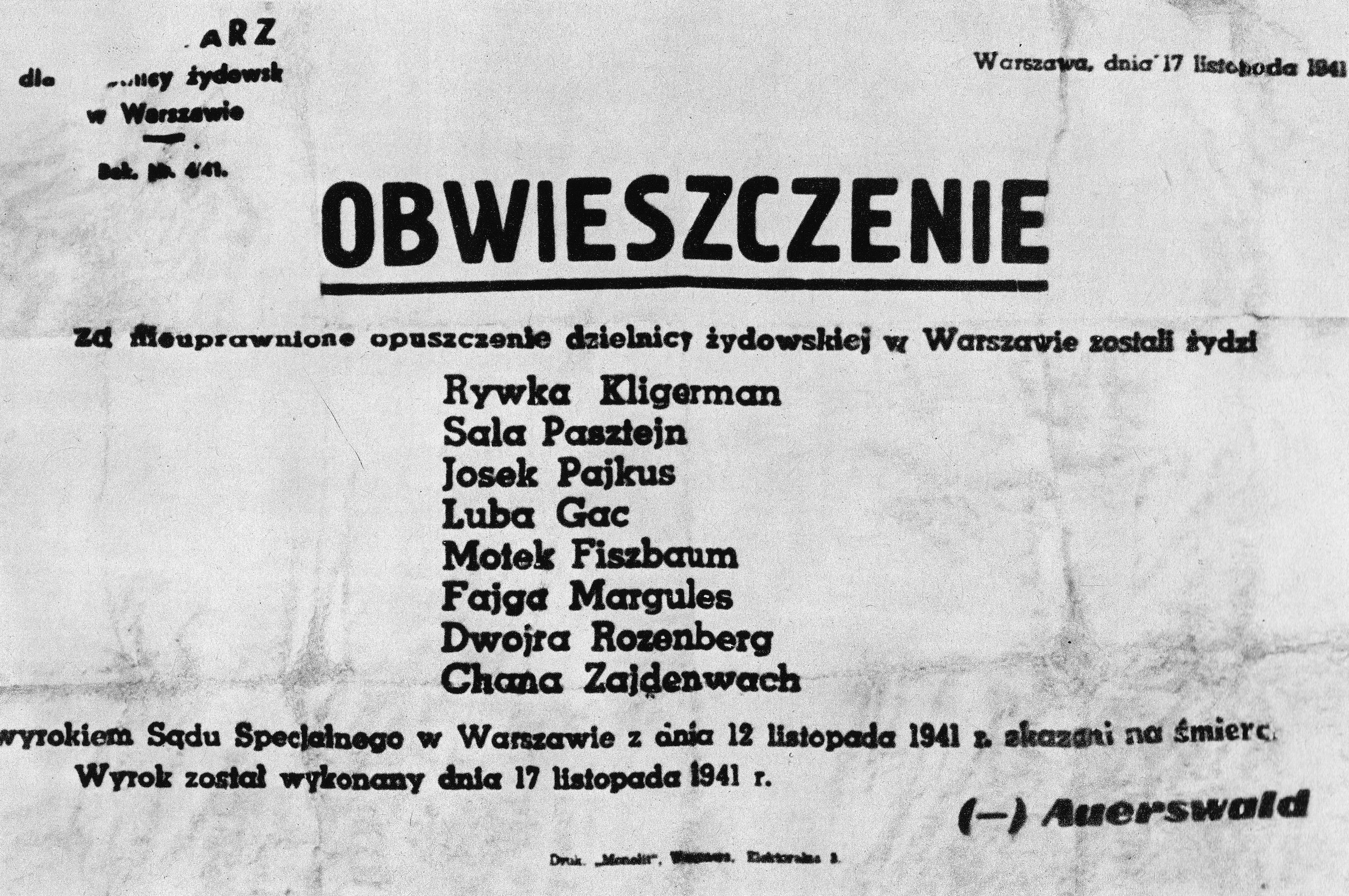
إعلان عام عن إعدام ثمانية من سكان يهود في الحي اليهودي بوارصوفيا بتهمة تجاوز حدوده، وقعها هاينز أورزوالد

في 7 يونيو 1933، أصبح عضوًا في قوات الأمن الخاصة. كان المفوض الألماني لوارسو غيتو (" Kommissar für den jüdischen Wohnbezirk ")، من أبريل 1941 إلى نوفمبر 1942. بينما صور النازيون أنفسهم على أنهم إداريون ومديرون يسعون إلى "سياسة إنتاجية للاستقلال الاقتصادي يمكن أن تزود الغيتو بالمواد الأساسية لسكانها على قيد الحياة حتى اعتماد الحل النهائي"، إلا أنهم في الواقع كانوا يسعون لتحقيق الهدف الاشتراكي القومي إبادة يهود أوروبا من خلال المجاعة والتعرض والأمراض التي تسببها الظروف المعيشية السيئة.

## الحياة في وقت لاحق
بعد الحرب، كان أويرزوالد نشطًا كمحامي في دوسلدورف. بدأت النيابة العامة في دورتموند تحقيقًا أوليًا متأخرًا في مشاركته في جرائم الحرب النازية، والذي توقف بسبب وفاة أويرزفالد في عام 1970. 